# Révay Mór János
Révay Mór János, olykor Révai formában is, születési nevén Rosenberg Móric (Eperjes, 1860. február 24. – Budapest, 1926. július 7.) zsidó származású magyar könyvkiadó, író és országgyűlési képviselő; Révai Sámuel, a Révai Testvérek egyik alapítójának fia.

„ A lexikon-cikknek minden címszónál pártoskodás, tudományos, politikai, felekezeti elfogultság nélkül, teljes objektivitásra kell törekednie és csak megállapított igazságokat közölnie. ”

–  Révay Mór János

## Életrajza

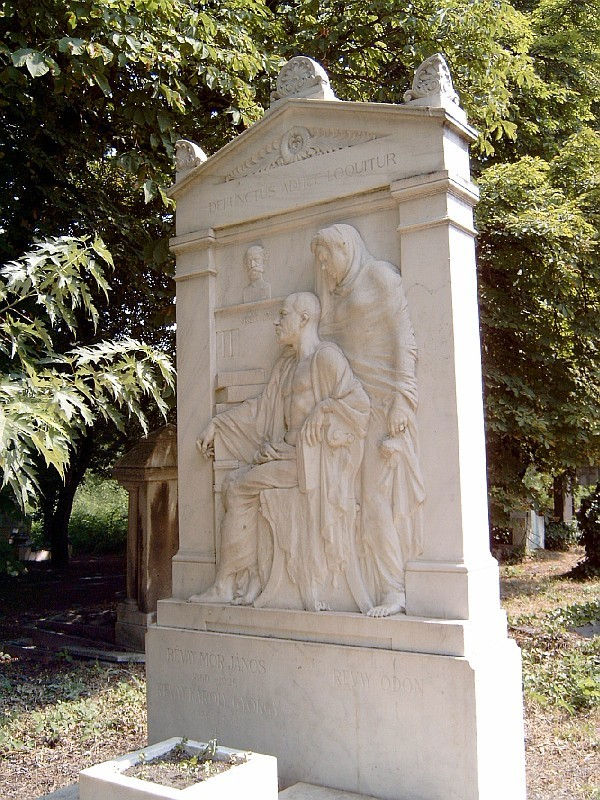
Révay Mór János sírja Budapesten. Fiumei úti sírkert: 26/1-1-26. Róna József alkotása.

Már gyermekkorában közeli kapcsolatba került a könyvkiadással és -kereskedelemmel, apja kisebb-nagyobb feladatokkal bízta meg, például 10-11 évesen segített a szortimentkereskedés évenkénti húsvéti elszámolás előkészítésében.
Egyetemi tanulmányait 1878-ban Budapesten kezdte, irodalmat, nyelvészetet és filozófiát hallgatott, ez idő alatt nagybátyjánál, Révai Leónál (a Révai Testvérek másik alapítója) lakott, illetve segített neki az antikváriumában. Később Révai Leó azzal is megbízta, hogy egy újonnan vásárolt könyvtárat rendezzen, katalogizáljon. Míg ő ezzel foglalatoskodott, nem járt rendesen az egyetemi előadásokra, amit apja nem nézett jó szemmel. Révai Sámuel kérésére egy rövid ideig Lipcsében folytatta tanulmányait, ahol találkozott több kiadóval is annak reményében, hogy többet megtudhat a német könyvkiadásról és -kereskedelemről, de ők nem beszéltek sokat a kiadói ügyekről.
1880-ban Révai Leó visszahívta Budapestre, majd belépett a  Révai Testvérek Irodalmi Intézetbe, ahol megalapította a kiadói osztályt, illetve ötleteivel hozzájárult a cég felvirágzásához.
A kiadó 1885. július 1-jén részvénytársasággá alakult, amelynek Révay Mór János lett a vezérigazgatója.
Révay a közéletben is jelentős szerepet vállalt, 1901-ben és 1905-ben országgyűlési képviselővé választották a Szabadelvű Párt tagjaként.

## Kiadványok

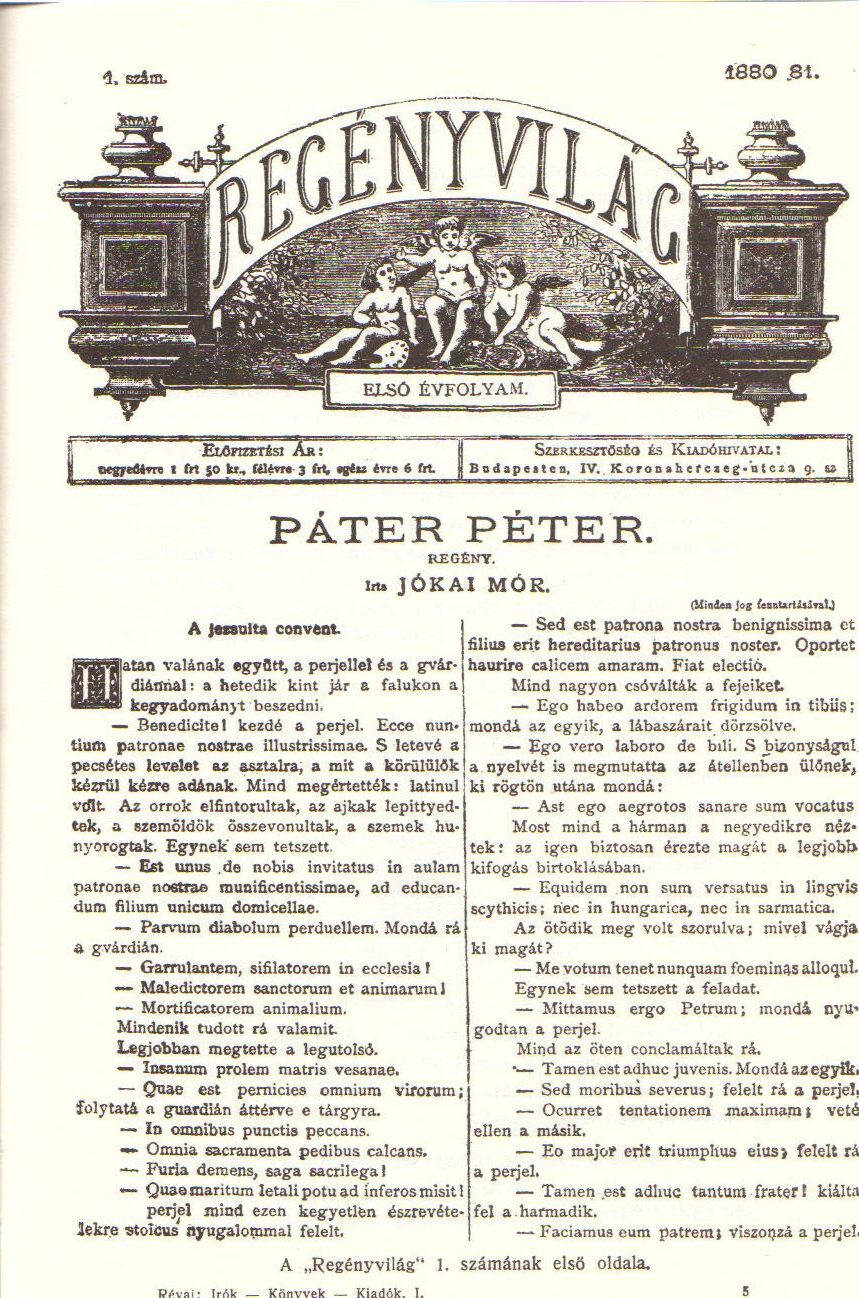
A Regényvilág első számának első oldala

A kiadó első jelentősebb kiadványának ötlete 1880 őszén született meg: Révay egy olcsó regény-folyóirat kiadását tervezte, amely a Regényvilág, Magyar Családi Regénytár a művelt közönség számára (röviden Regényvilág) címet viselte. A folyóirat indulásához Jókai Mórt kereste fel, és kérte meg, hogy írjon egy regényt az új kiadvány számára. Révay ekkor találkozott először Jókaival, akinek neve ettől a pillanattól kezdve szorosan összefüggött a Révai Testvérek kiadóval. A folyóirat első száma Jókai Mór Páter Péter című regényével jelent meg. A Regényvilág öt évfolyamot élt meg, ez idő alatt megközelítőleg ötven regényt közölt folytatásban híres magyar és külföldi írók tollából.
1880 óta Jókai összes műve a kiadónál jelent meg, de mindközül kiemelkedő az író írói tevékenységének ötvenéves jubileuma alkalmából 1895-ben kiadott százkötetes nemzeti díszkiadás, amely az 1900-as párizsi világkiállításon díjazásban részesült.
Révay Mór János volt a főszerkesztője a Révai nagy lexikonának. A lexikonkiadás gondolatának előzményei már gyermekkorában megkezdődtek, ugyanis 11-12 éves volt, amikor apja eperjesi könyvesboltjában találkozott Heinrich Brockhausszal. A Révai nagy lexikona a Pallas nagy lexikonából indult ki. Révay célja volt, hogy egy modern, tudományos eredményeket naprakészen tartalmazó lexikont készítsenek. A 21 kötetes lexikon 1911 és 1935 között jelent meg. Révay az utolsónak szánt 20. kötet megjelenését már nem élhette meg, 1926. július 7-én hunyt el. A Fiumei úti sírkertben helyezték nyugalomra.

## Írók, könyvek, kiadók

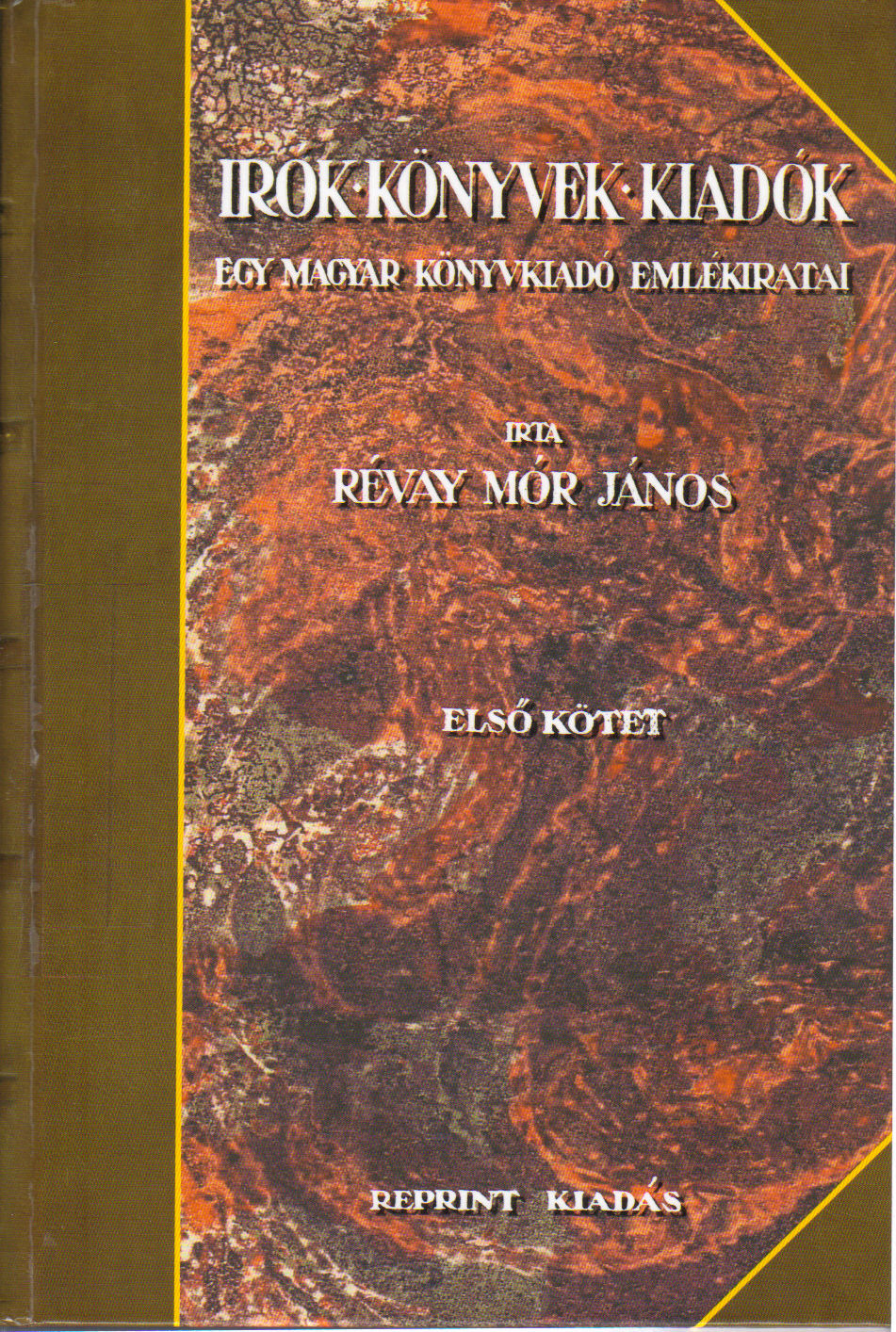
Az Írók, könyvek, kiadók című könyv első kötetének borítója

Az Írók, könyvek, kiadók : egy magyar könyvkiadó emlékiratai című kétkötetes műve 1920-ban jelent meg. Ebben Révay a kiadó történetének elmesélése által bemutatja annak fejlődését, a jelentősebb kiadványok megjelenésének körülményeit. Részletes fejezetben írja meg az irodalom nagyjainak (pl. Jókai Mór, Mikszáth Kálmán) a kiadóval való kapcsolatát, ezáltal teljes képet ad a kor könyvkiadásáról és irodalmi életéről. Ez a mű 2006-ban reprint kiadásban is megjelent.

## Egyéb művei
Az első világháború folyamán több külpolitikai témájú műve jelent meg
- magyarul:

A világháború végcélja. Anglia kiválása Európából (Budapest, 1915)
A béke útja (Budapest, 1917)
A magyarság ügye a külföldön (Budapest, 1917)
Magyar demokrácia, magyar választójog (Budapest, 1917)
Egy magyar ember nyílt levele Wilson elnök úrhoz Magyarország integrálásáról (névtelenül, Budapest, 1918)
Földet a népnek, pénzt az országnak (Budapest, 1918)
Magyarország integritása és a Wilsoni elvek (Budapest, 1920)
- németül:

Das Endziel des Weltkrieges. Englands Ausscheiden aus Europa (Berlin, 1916)
Die Deutsche Sprache in Ungarn. Briefwechsel zwischen Maurus Révai u. Geh. Rath. Prof. Dr. Rudolf Eucken, Jena (Breslau, 1916)
Der Weg zum Frieden (Berlin, 1917)
- franciául:

La doctrine de Monroe appliquée à l’Europe (1916)
Le militarisme allemand (1916)
L’âme anglaise (1916)
La voie de la paix (1917)
L’idéal démocratique de l’entente et la Hongrie (1918)
Lettre ouverte d’un hongrois à M. le président Wilson sur l’intégrité de la Hongrie (névtelenül)